# Anarta virginalis
Anarta virginalis är en fjärilsart som beskrevs av Charles Oberthür. Anarta virginalis ingår i släktet Anarta och familjen nattflyn. Inga underarter finns listade i Catalogue of Life.